# Celebrity branding
Celebrity branding je využití známých a uznávaných lidí k propagaci produktů a služeb. Důvodem, proč firmy využívají tuto strategii je, že slavná osobnost může přitáhnout pozornost ke značce a formovat vnímání značky, jež si zákazníci udělají na základě znalostí, které mají o slavné osobě.
Známá osobnost může být buď veřejným „mluvčím“ (spokesperson) značky, anebo jejím „podporovatelem“ (endorser). Mluvčí značky obvykle předává následující poselství: „Jsem bohatý a slavný a doporučuji vám tento výrobek.“ Její „podporovatel“ na druhou stranu říká: „Jsem bohatý a slavný a tento výrobek opravdu používám. Když si jej koupíte, můžete být jako já.“ Celebrity v roli „mluvčích“ značek jsou vhodné v případě výrobků, s nimiž není spojeno velké riziko nebo technické know-how např. potraviny, domácí spotřebiče, automobily, oblečení, pivo. Pokud ale prodáváte cokoli, s čím se spojuje určitý druh technického, zdravotního nebo finančního rizika, pravděpodobně byste měli na podporu svého produktu angažovat odborníka.

## Důvody ke spolupráci
Je řada důvodů k spolupráci se slavnými osobnostmi v roli „veřejných mluvčí“ značky:
- Využít ve svůj prospěch sociálního „kapitálu“, který tato slavná osobnost představuje. Pokud bude známá a slavná osobnost říkat pozitivní věci o našem produktu, může to přitáhnout pozornost lidí, kteří by nás jinak možná ignorovali.
- Vyniknout na pozadí mediálních šumů, a rychle tak vytvořit široké povědomí o značce a dosáhnout jejího pevnějšího zakotvení v myslích spotřebitelů, takže si ji budou snadněji vybavovat.
- Rychle upevnit svou důvěryhodnost anebo dát novou jistotu spotřebitelům.
- Využít ve svůj prospěch pozornost, kterou média věnují slavné osobnosti a získat v nich pro sebe ještě více místa a času.

Toto všechno jsou důvody, proč angažovat nějakou známou osobnost k propagaci produktu či služby. Je však nutné si odpovědět na důležitější otázku, zda to bude opravdu prospěšné pro vaši firmu a pro vaši značku? To závisí na mnoha různých faktorech, jako jsou odvětví, v němž působí váš podnik, váš cílový trh a vaše celková reklamní strategie. Neplatí zde žádná striktní a neměnná pravidla, kdo by měl angažovat k propagaci své značky proslulé osobnosti.

## Posuzování osobnosti
Při posuzování vhodných osobností se mají zvažovatt tyto otázky:
- Existuje zde logické spojení mezi velkým jménem, o němž uvažujete, a vaší značkou?
- Má vybraná celebrita pro váš cílový trh závažnost?
- Je vaše celebrita důvěryhodná?
- Dokáže slavná osobnost využít svého „kapitálu“ k tomu, aby se rozšiřoval ten váš?
- Máte rádi hodnoty, které taková celebrita zosobňuje?
- Jaké je riziko, že se nenadále vynoří nějaká kontroverze?
- Existuje nebezpečí, že se celebrita okouká?
- Jak populární je vaše případná celebrita?
- Jak přitažlivou osobností vaše uvažovaná celebrita je?
- Používá dotyčná celebrita skutečně výrobky vaší značky?
- Můžete „svou“ slavnou osobnost uplatnit v různých médiích?

## Model TEARS
Při výběru vhodné celebrity nebo známé osobnosti lze také použít model TEARS – model atributů podpory. Do tohoto modelu se řadí 5 základních atributů. První dva lze zařadit do procesu internalizace.
T = TRUSTWORTHINESS (důvěryhodnost)
Pro reklamu by měly být voleny celebrity, jež vzbuzují důvěru ve svém profesním i osobním životě. Za takovou osobnost byl v minulosti považován např. golfista Tiger Woods.
E = EXPERTISE (odbornost)
Celebrity propagující vybranou značku, by měly prokazovat své odborné schopnosti a dovednosti týkající se její podpory. Např. atleti jsou považovány za experty při podpoře sportovně orientovaného zboží nebo výroků. Současně úspěšní podnikatelé se volí jako vhodné osoby pro propagaci manažerských postupů. Za takovou osobnost se ku příkladu považuje Donald Trump.
Zbývající tři atributy vytvářejí proces identifikace.
A = ATTRACTIVENESS (atraktivita)
Znamená spíše psychickou atraktivitu, vyznačující se různými charakteristikami, které mohou zákazníci vnímat. Spotřebitelé hledají na osobnosti (celebritě) něco, co považují za atraktivní a mohou to identifikovat.
Např. golfová hráčka Michelle Wie do té doby nevyhrála významný golfový turnaj, přesto v roce 2006 vydělal na reklamě 20 mil. dolarů.
R = RESPECT (respekt)
Reprezentuje obdiv nebo vážený postoj vůči kvalitám dané osobnosti. Může vznikat díky atletické síle, postoji k sociálním tématům (environment, válka, politické dění) atd.
Např. boxer Muhammad Ali byl respektován za své postoje i mimo boxerský ring.
S = SIMILARITY (podobnost)
Určuje, do jaké míry jsou charakteristiky celebrity relevantní vzhledem ke vztahu k vybrané skupině zákazníků. Podobnost se zkoumá především z hlediska věku, pohlaví, národnosti. Současně se považuje za velmi výrazný atribut, neboť lidé upřednostňují jednotlivce, se kterými je spojují společné rysy a jeho respektování má dominantní postavení při výběru vhodných celebrit do reklam.

## Hodnocení popularity celebrit
Při procesu výběru celebrity by mělo dojít také k hodnocení její popularity či známosti, která se u celebrit se měří pomocí Q score. Čím vyšší Q score tím více je celebrita známá. Každý performer je posuzován podle následujícího žebříčku: „Jeden z mých oblíbených“, „Velmi oblíbený“, „Dobrý“, „Ucházející“, „Nedobrý“ a „Nikdy jsem o něm neslyšel“. Součet od „Oblíbený“ až po „Nedobrý“ skóruje v ukazateli „Zcela známý“. Hodnocení na špičce žebříčku označuje absolutní míru přitažlivosti či popularity, protože značí 100 %. Někteří performeři ale nejsou příliš dobře známí a měli by nízké skóre, proto hodnocení Q score je poměr mezi pozicí „nejoblíbenějšího“ a „známý“. Odpovídá na otázku: „Na kolik přitažlivý je performer mezi těmi, kdo jej znají?“. Hodnocení Q score se používá k určení potenciálu méně známých osobností a poskytuje odpovídající základnu pro srovnání se zavedenějšími osobnostmi.
Existuje řada osvědčených technik k získání pozornosti v rámci reklamy. Patří mezi ně např. vyobrazení lidských očí, provokativní výjevy, použití domácích mazlíčků, dětí a samozřejmě zobrazení kulturních ikon nebo celebrit. Uvedené taktiky mají pozitivní vliv na přilákání pozornosti k reklamě a následně na její opětovné vybavení.
Reklamy často nabízejí celebrity, které zde vystupují jako uživatelé produktu či důvěryhodný zdroj, který přesvědčuje cílovou skupinu o specifickém prospěchu příslušného produktu. Běžně dochází ke srovnání s jiným produktem, ať už přímo nebo nepřímo.
Celebrity a jejich chování se tak často stává vzorem pro nápodobu člověkem.
Světové značky často získávají podporu od nejrůznějších známých osobností (celebrit), mezi které řadíme televizní hvězdy, herce, populární atlety a dokonce i zemřelé osobnosti. Zadavatelé reklamy platí ohromné částky celebritám, jež jsou oblíbené a především respektovány cílovými skupinami zákazníků. V naději, že příznivě ovlivňují jejich postoje a chování.
Top celebrity získávají obrovské honoráře za své služby. Např. golfista Tiger Woods vydělal 100 mil. dolarů za jejich rok za podporu nejrůznějších společností a jejich produktů. Při průměrném americkém ročním výdělku 250 000 dolarů, by musel obyčejný člověk pracovat 400 let, aby vydělal stejnou částku jako Tiger Woods za své propagační aktivity za jeden rok.

## Historie
Celebrity branding není úplně novou metodou propagace výrobků. Mezi první, kteří se proslavili s touto metodu je Charles Frederick Worth. Tento Angličan se stal prvním pařížským couturiérem. V 19. století se zasloužil o slávu luxusní pařížské módy, a to nejen svými pozoruhodnými návrhy, ale také revolučním marketingem. Worth pochopil, že pokud bude spojovat své produkty se známými osobami, tak to může mít podstatný vliv na jeho obchod. Postupně se tento nástroj stává v obchodě podstatný. K tomu aby mohl propagovat svůj módní dům La Maison Worth, musel najít známou osobnost, která může ovlivnit módu na krílovském dvoře, jako byla princezna Pauline von Metternich, manželka rakouského ambasadora ve Francii a blízká přítelkyně císařovny Eugenie – manželky Napoleona III. Potom co princezna spojila svoje jméno s La Maison Worth, přispělo to k úspěchu tohoto módního domu. Od té doby se začínají v reklamách a na výrobcích objevovat známé osobnosti, které mohou ovlivnit prodej daného výrobku.
Ve 21. století už se samozřejmě k úspěchu obchodních značek nepoužívají šlechtické rody, ale jsou to spíše lidé ze zábavního průmyslu a také ze sportu.
Podle nedávných výzkumů se počet reklam s celebritami hojně zvýšil v posledních deseti letech. Jedna ze čtyř reklam obsahuje určitou známou osobu. Oproti roku 1995 kdy byla použita známá osoba v každé osmé reklamě.